# 長野県道344号須坂停車場線

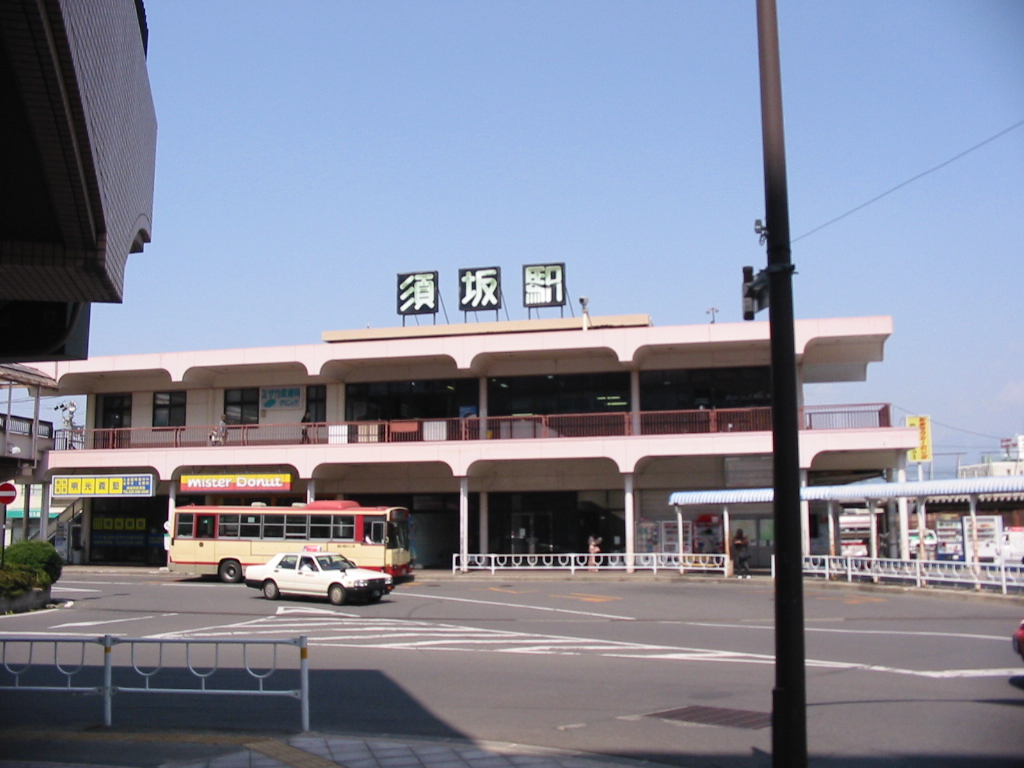
須坂駅

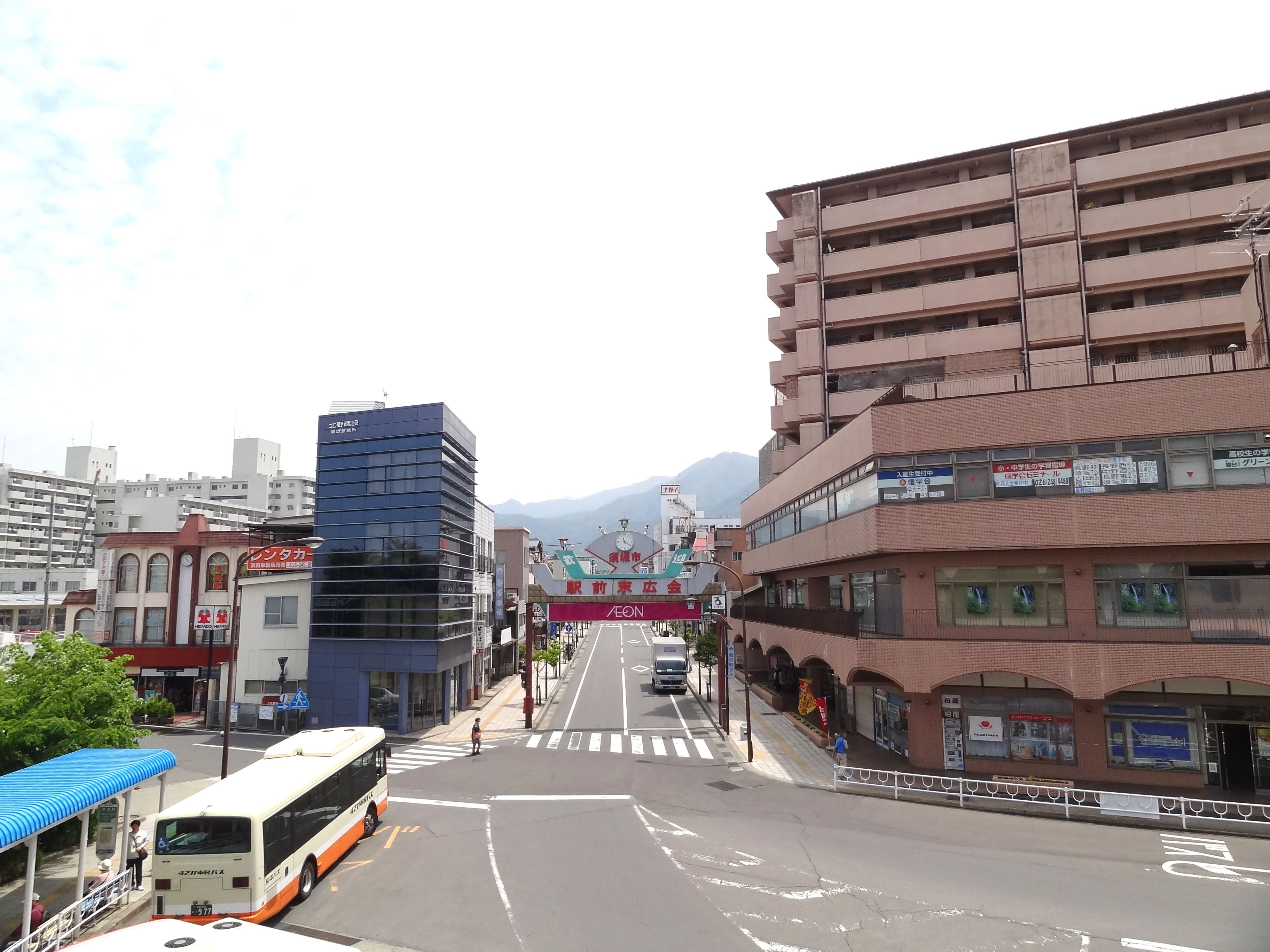
起点付近（須坂駅前）

長野県道344号須坂停車場線（ながのけんどう344ごう すざかていしゃじょうせん）は、長野県須坂市の長野電鉄須坂駅と国道406号を結ぶ一般県道である。終点部分は長野県道54号須坂中野線との重複区間となっている。

## 概要

### 路線データ
- 起点：須坂駅（長野電鉄長野線・屋代線）
- 終点：須坂市須坂（中町交差点＝国道406号交点）
- 延長：904m[要出典]

## 別名
- 中末広通り（須坂駅・末広町交差点間）
- 駅前本通り（末広町交差点・春木町南交差点間）

## 重複区間
- 長野県道54号須坂中野線（春木町南交差点・中町交差点間）

## 通過する自治体
- 須坂市

## 交差・接続する道路
- 須坂駅（起点）
  - 須坂市道（駅前南本通り）
- 末広町交差点
  - 国道403号（谷街道）
- 春木町南交差点
  - 長野県道54号須坂中野線（本町通り） - ※重複区間ここから
  - 長野県道112号大前須坂線（本町通り）
- 中町交差点（終点）
  - 国道406号（中央通り）